# کاساگرانده ۷۳۵۶
سیارک ۷۳۵۶ (به انگلیسی: 7356 Casagrande، نامگذاری:1995SK5) هفت هزار و سیصد و پنجاه و ششمین سیارک کشف شده‌است که در ۲۷ سپتامبر ۱۹۹۵ کشف شد.
قدر مطلق سیارک برابر ۱۳٫۷۰ است.